# 肯辛頓 (喬治亞州)
肯辛頓（英語：Kensington）是位於美國喬治亞州沃克縣的一個非建制地區。該地的面積和人口皆未知。

## 地理
肯辛頓的座標為34°46′30″N 85°22′20″W / 34.77500°N 85.37222°W，而該地的平均海拔高度為251米（即823英尺）。